# HyperCard
HyperCard és una aplicació creada per Bill Atkinson per Apple Computer, Inc., i va ser un dels primers sistemes hipermèdia amb èxit anteriors a la World Wide Web. Combina les capacitats de base de dades amb una interfície gràfica, flexible, modificable per l'usuari. HyperCard també compta amb HyperTalk, escrit per Dan Winkler, un llenguatge de programació per a la manipulació de dades i de la interfície d'usuari. Alguns usuaris de HyperCard l'empraven com un sistema de programació per desenvolupament ràpid d'aplicacions i bases de dades.
HyperCard va ser llançat originalment el 1987 per 49,95 $, i va ser inclòs amb tots els Mac nous venuts a l'època. Va ser retirat del mercat el març de 2004, encara que per llavors no s'havia actualitzat des de fa molts anys. HyperCard corre nativament només en versions de Mac OS 9 o anteriors, però encara es pot utilitzar en el mode Classic de Mac OS X a màquines basades en PowerPC (G5 i anteriors). L'últim entorn natiu d'autoria funcional d'HyperCard és el mode clàssic en Mac OS X 10.4 (Tiger) en equips basats en PowerPC (encara que es poden executar en màquines modernes amb processadors Intel a través d'una capa d'emulació com SheepShaver).